# Neonola
Neonola is een geslacht van vlinders van de familie visstaartjes (Nolidae), uit de onderfamilie Nolinae.

## Soorten
- N. mesosticta Hampson, 1900